# Markus Brunner
Markus Brunner (Merano, 18 maggio 1973) è un ex hockeista su ghiaccio italiano.

## Carriera

### Club
Centro di stecca destra, dopo le giovanili nella squadra della sua città natale, l'Hockey Club Merano, nel 1990 Brunner fu mandato a fare esperienza in Canada, in OHL, un'importante lega giovanile. Vi rimase due stagioni.
Si guadagnò la maglia azzurra U20, ed ai mondiali 1991 di categoria (l'Italia militava nel gruppo C) fu il miglior realizzatore.
Tornò in Italia nella stagione '92-'93, e si accasò all'HC Bolzano, con cui disputò campionato ed Alpenliga, entrambe perse in finale.
Una stagione dopo passò ai Lions Courmaosta, con i quali raggiunse per due stagioni consecutive le semifinali scudetto.
Per il campionato 1995-96 tornò in biancorosso; la squadra vinse il suo tredicesimo scudetto, il primo personale per Brunner.
Dopo una sola stagione, Brunner tornò al Merano, con cui rimarrà fino al termine della carriera. Il momento più alto degli anni meranesi fu lo scudetto conquistato al termine del campionato 1998-99. Ma a Merano Brunner subì anche un gravissimo infortunio.
Il 16 febbraio 2005, infatti, in uno scontro di gioco apparentemente banale con il giocatore dell'HC Valpellice Andrei Butochnov, la spatola della stecca di quest'ultimo lo colpì nell'occhio sinistro, provocando una grave emorragia interna. Brunner perse l'uso dell'occhio. Poco più di un anno dopo, tuttavia, scese nuovamente sul ghiaccio. Terminò la stagione (11 incontri), poi si ritirò definitivamente.

### Nazionale
A livello giovanile ha esordito nel 1990 agli europei U18, giocando anche i successivi. A livello di U20 ha giocato i mondiali del 1991 e del 1993.
Con la maglia della nazionale maggiore ha esordito nel 1992, in un incontro di avvicinamento ai mondiali di quell'anno, per i quali però non fu selezionato. Raccolse ancora diverse presenze in amichevoli o tornei minori, prima di fare il suo esordio in una competizione di livello mondiale ai mondiali 1995. Ha partecipato poi anche ai mondiali 1997 e 1998, ed ai Giochi di Nagano 1998.

## Vita privata
Suo padre Hansjörg Brunner è stato a lungo presidente del Merano, mentre il figlio Pascal è a sua volta un giocatore di hockey su ghiaccio professionista.

### Club
- Campionato italiano: 2

Bolzano: 1995-1996
Merano: 1998-1999